# Çoğulhan, Afşin
Çoğulhan là một thị trấn thuộc huyện Afşin, tỉnh Kahramanmaraş, Thổ Nhĩ Kỳ. Dân số thời điểm năm 2010 là 2.406 người.